# Éditions du Seuil

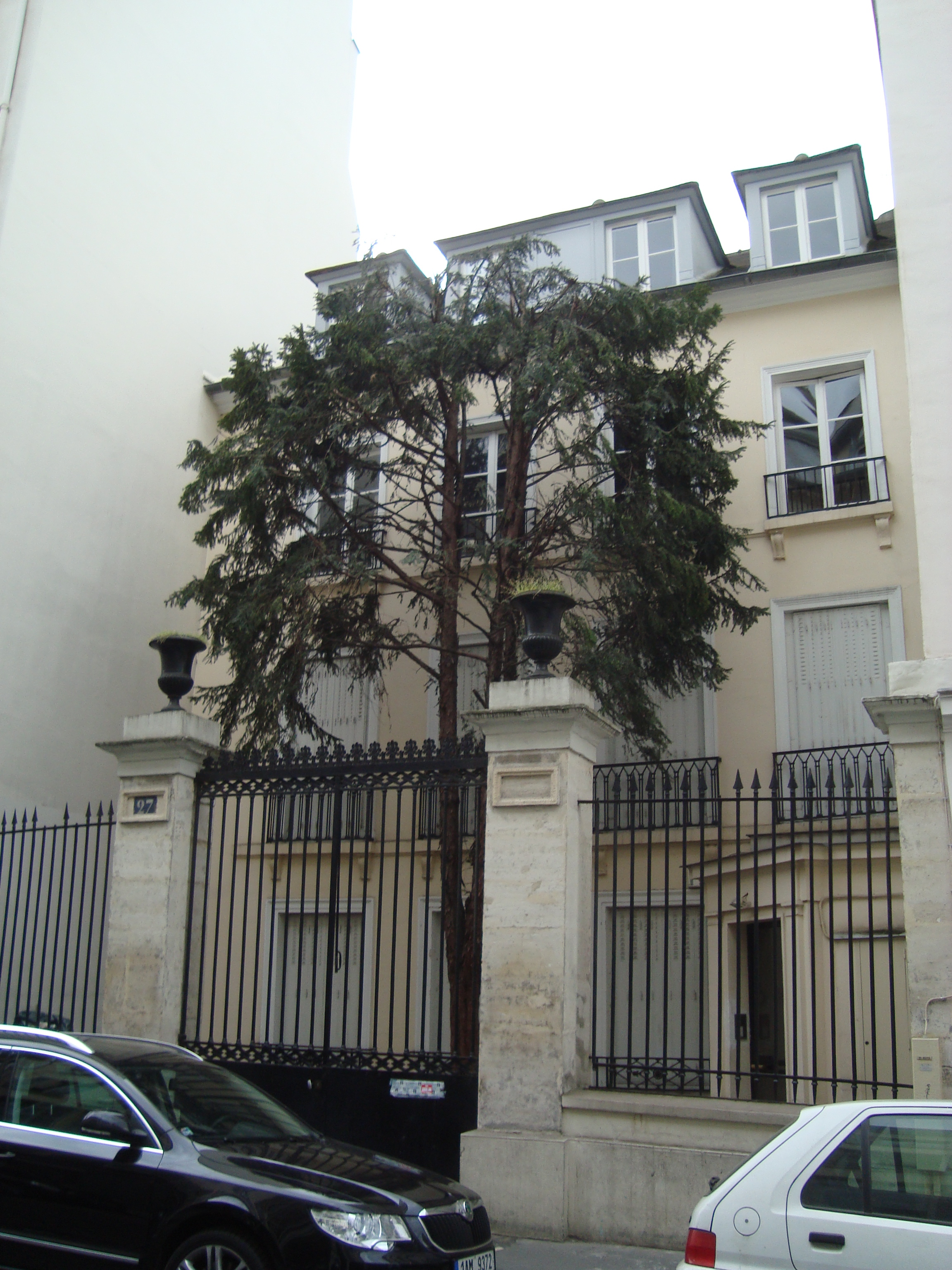
Historyczny budynek wydawnictwa (1937-2010)

Éditions du Seuil – paryskie wydawnictwo założone w 1935. Seuil znaczy po francusku próg. Sukcesami komercyjnymi były: seria książek o Don Camillo i Cytaty Przewodniczącego Mao (Czerwona książeczka). Uzyskane środki przeznaczono na dofinansowanie mniej popularnych książek. Od 1989 ukazuje się seria "Biblioteka XXI wieku" (La Librairie du XXIe siècle), która w 2009 liczyła 143 tytuły.